# Jeroni Nadal i Morey
Jeroni Nadal i Morey (1507 – 1580), fou un sacerdot jesuïta mallorquí, col·laborador de Sant Ignasi de Loiola a qui va ajudar en la promulgació de les Constitucions de la Companyia de Jesús.

## Biografia
Nascut l'11 agost 1507 a la ciutat de Mallorca, va ser fill d'Antoni Nadal, notari, i de Maria Morey, d'una família de terratinents amb solar a Artà. En morir el seu pare, quan ell tenia només tretze anys, va quedar sota la tutela del seu oncle mossèn Jaume Morey, diaca i mestre d'escola. Completats els primers estudis a l'ombra del seu oncle, amb vint anys es va matricular a la Universitat d'Alcalá d'Henares on va cursar Arts i perfeccionar el seu domini de les llengües llatina, grega i hebrea. Va continuar els seus estudis a la Universitat de París, on en el curs 1532-1533 es va matricular a La Sorbona en les assignatures de matemàtiques i teologia. A París va tenir una primera trobada amb Ignasi de Loiola, encara que en aquest moment va rebutjar fer els Exercicis espirituals sota la seva direcció. En 1536 es va traslladar a Avinyó on va ser ordenat prevere i va obtenir el doctorat en Teologia. De tornada a Mallorca i commogut per la lectura d'una carta de Sant Francesc Xavier, va decidir marxar a Roma, on va arribar al juliol de 1545, per ingressar a la Companyia, en què va ser admès en novembre d'aquest any després dels preceptius exercicis espirituals de quatre setmanes.
En poc temps va arribar a ser home de confiança d'Ignasi de Loiola i el seu secretari. Entre altres càrrecs, va ser rector del primer col·legi creat pels jesuïtes a Messina, que va obrir les portes a l'octubre de 1548 i en el qual va implantar el nou mètode d'estudis promogut pels jesuïtes, de caràcter humanístic i basat en els mètodes i la disciplina parisencs. Les regles, redactades per ell, per les quals havia de regir el col·legi, es convertiran en la base de la ulterior «Ratio studiorum Societatis Iesu». Vicari General de la Companyia en 1554, va intervenir com a teòleg papal a la Dieta d'Augsburg i al Concili de Trento. Va recórrer bona part d'Europa promulgant les Constitucions de l'ordre per encàrrec del mateix Ignasi de Loiola. Va xocar per aquest motiu amb el vehement Nicolás de Bobadilla, un dels primers companys d'Ignasi de Loiola, qui a la mort de Loyola va reclamar el govern de l'Ordre per als que anomenava «fundadors», al·legant que les Constitucions encara no havien estat aprovades en Congregació general, i impugnant, per tant, l'elecció d'acord amb elles de Diego Laínez com Prepòsit general, defensada amb vigor per Nadal.